# Gyoerffyella craginiformis
Gyoerffyella craginiformis är en svampart som först beskrevs av R.H. Petersen, och fick sitt nu gällande namn av Marvanová 1967. Gyoerffyella craginiformis ingår i släktet Gyoerffyella, divisionen sporsäcksvampar och riket svampar.   Inga underarter finns listade i Catalogue of Life.